# بالاتون‌رندش
بالاتون‌رِندِش (به مجاری: Balatonrendes) یک شهرداری در مجارستان است که در ناحیه تاپولتسا واقع شده‌است. بالاتون‌رندش ۶٫۷۶ کیلومتر مربع مساحت و ۱۳۹ نفر جمعیت دارد.